# Jupiter-szimfónia
Wolfgang Amadeus Mozart 41., C-dúr szimfóniája a „Jupiter” becenevet kapta, valószínűleg Johann Peter Salomon impresszáriótól. A mű a Köchel-jegyzékben az 551. helyet foglalja el a következő megjegyzéssel: „Szimfónia zárófúgával”.
A mű befejezésének dátumát (1788) maga Mozart írta fel 1784 óta több-kevesebb rendszerességgel vezetett műjegyzékébe.

## A Jupiter név eredete
Az első dokumentum, amelyben a "Jupiter-szimfónia" név megjelenik, valószínűleg a londoni Royal Philharmonic Orchestra egy programfüzete volt, 1821. március 26-án.
1822-ben Muzio Clementi zongorára dolgozta át a művet, aminek a címében a „Jupiter” név szerepel, és ahol Jupiter isten felhőkön trónol, kezében mennydörgés és villámlás.
Egy másik utalás található Jupiterre az „Allgemeinen musikalischen Zeitung“ 1805. május 1-i számában, ami Mozart 40. szimfóniájával foglalkozik

## Tételek
Klasszikus szimfóniafelépítéssel találkozhatunk.

### Allegro vivace
A Jupiter kétségkívül találó, hiszen a nyitótétel valóban fenséges, energikus témával kezdődik. Az első tétel olasz nyitányszerű indítása a vonósok éneklő „concertino”-jával folytatódik, és ez a kezdet határozza meg az egész tétel karakterét.
A szonátatétel kidolgozásában azonban nemcsak egyes hangszerek (például fagottok, oboák) humoros vetélkedésének vagyunk tanúi, hanem egy mélyebben szántó konfliktusnak is.

### Andante cantabile
A nagyszabású szonátaszerkezetű tételt Andante cantabile feliratú, azaz „éneklő”, helyenként azonban deklamáló, szinte beszédes-szónokias lassútétel követi. A cantabile előírást az egész tétel alapvető jellegére érti Mozart, a már említett méltóságteljes lépő-dallam éppúgy énekel a hangszereken, mint az apróbb díszítmény vagy a tematikus jellegű motívumok.
A tétel kódájában a kürt hangzásával teremt varázslatos búcsú-hangulatot a zeneszerző.

### Menuetto. Allegretto
Egy lendületes menüett következik, skálaszerűen lefelé ívelő, rendkívül tömör témával, amely kiválóan alkalmas az ellenpontozó, kromatizáló feldolgozásra és humoros hatások elérésére.

### Molto allegro
A zárótétel az elsőhöz hasonlóan szonátaforma szerint szerkesztett, de azzal a csavarral, hogy hogy kezdésekor úgy tűnik, mintha fúga volna, s végig az ellenpontozó szerkesztést (is) követ.
Alaptémáját szokás Mozart egyik névjegy-motívumának nevezni, hiszen több művében is felismerhető. Valójában nem Mozart saját leleménye, hanem gregorián dallamkezdet (többek közt a Magnificatból is ismerős).
Valóban nem mindennapi finálé-megoldás ez, a 18. század nyolcvanas éveiben, amikor a fúga mesterét, vagyis Johann Sebastian Bachot rég elfeledték már. Mozart azonban nem a „divatjamúlt” barokk formát éleszti fel, hanem annak belső gondolati tartalmát, dramaturgiáját ötvözi egybe a modernebb műformával, a szonátával.